# Paul Hofer (Kunsthistoriker)

Paul Hofer (1964)

Paul Hofer (* 8. August 1909 in Bern; † 26. Dezember 1995 ebenda) war ein Schweizer Kunsthistoriker und Hochschulprofessor, der sich auf Architektur- und Städtebaugeschichte spezialisierte.

## Leben
Paul Hofer wurde am 8. August 1909 als Sohn des Friedrich Hofer in Bern geboren. Hofer belegte in den Jahren 1931 bis 1933 ein Kunstgeschichtestudium an der Universität München, danach an der Universität Bern, wo er 1938 mit dem Doktorat abschloss. Er habilitierte sich im Jahr 1948 und wirkte von 1954 bis 1962 als Professor für Kunst- und Architekturgeschichte an der Universität Bern sowie von 1962 bis 1964 an der Universität Lausanne. Zuletzt hatte er in den Jahren 1964 bis 1980 den Lehrstuhl für Städtebaugeschichte und Restaurierung an der Eidgenössischen Technischen Hochschule Zürich inne.
Hofer, der 1942 Bertha Gertrud Wild heiratete, verstarb am 26. Dezember 1995 im Alter von 86 Jahren in Bern. Sein Nachlass befindet sich in der Burgerbibliothek Bern.

## Wirken
Zu Hofers Arbeiten zählen das Inventar der Baudenkmäler der Stadt Bern Kunstdenkmäler der Schweiz, Kanton Bern, Bände 1 bis 3 und 5, 1947–69, Die Städte des Mittellands im Mittelalter sowie Die Städte in Kleinasien und in Italien. Hofer verzeichnete in seinen Forschungsarbeiten zunächst die Baustrukturen und formulierte davon ausgehend theoretische Interpretationsmuster, die das Raumkonzept in den Vordergrund stellten.

## Werke (Auswahl)
- Gesellschaft für Schweizerische Kunstgeschichte (Hrsg.): Die Kunstdenkmäler des Kantons Bern. Die Stadt Bern – Stadtbild · Wehrbauten · Stadttore · Anlagen · Denkmäler · Brücken · Stadtbrunnen · Spitäler · Waisenhäuser (= Die Kunstdenkmäler der Schweiz. Band 28). Band 1. Birkhäuser Verlag, Basel 1952 (467 S., online [PDF; 68,9 MB; abgerufen am 4. Februar 2018]).
- Gesellschaft für Schweizerische Kunstgeschichte (Hrsg.): Die Kunstdenkmäler des Kantons Bern. Die Stadt Bern – Gesellschaftshäuser und Wohnbauten (= Die Kunstdenkmäler der Schweiz. Band 40). Band 2. Birkhäuser Verlag, Basel 1959 (495 S., online [PDF; 65,0 MB; abgerufen am 4. Februar 2018]).
- Gesellschaft für Schweizerische Kunstgeschichte (Hrsg.): Die Kunstdenkmäler des Kantons Bern. Die Staatsbauten der Stadt Bern (= Die Kunstdenkmäler der Schweiz. Band 19). Band 3. Birkhäuser Verlag, Basel 1982, ISBN 3-7643-1391-9 (513 S., online [PDF; 66,6 MB; abgerufen am 4. Februar 2018] deutsch: Die Kunstdenkmäler des Kantons Bern – Die Staatsbauten der Stadt Bern. 1947.).
- Paul Hofer an der Architekturschule. Zürich, ETH Hönggerberg: Institut für Geschichte und Theorie der Architektur 1980.